# Archaeoscina steenstrupi
Archaeoscina steenstrupi är en kräftdjursart. Archaeoscina steenstrupi ingår i släktet Archaeoscina och familjen Archaeoscinidae. Inga underarter finns listade i Catalogue of Life.